# Ariane der Niederlande

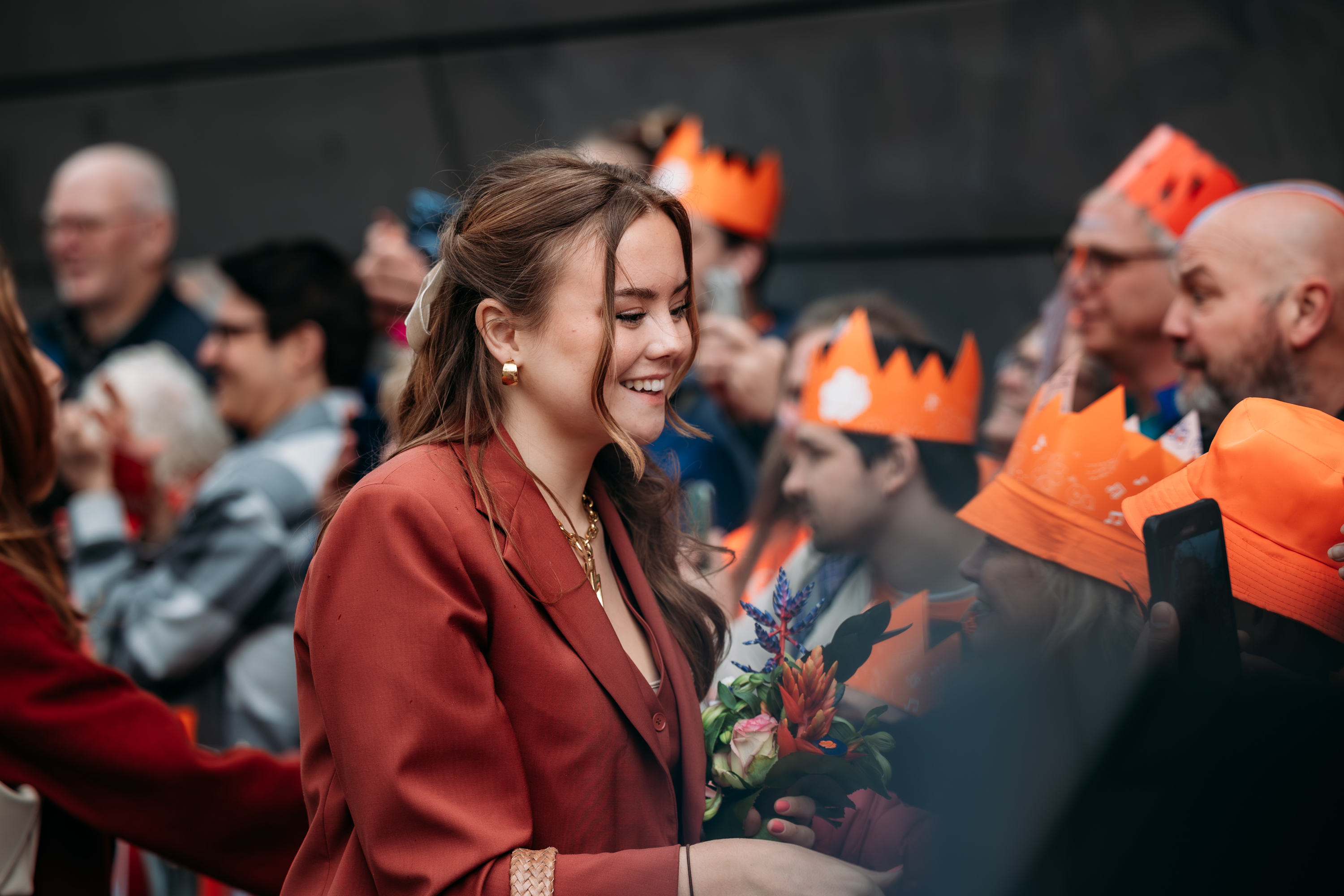
Prinzessin Ariane (2024)

Ariane Wilhelmina Máxima Inés, Prinzessin der Niederlande, Prinzessin von Oranien-Nassau, (* 10. April 2007 in Den Haag) ist die dritte und jüngste Tochter von König Willem-Alexander und Königin Máxima der Niederlande. Prinzessin Ariane ist Mitglied des niederländischen Königshauses und steht in der Thronfolgeordnung an dritter Stelle. Ihre Anrede lautet Königliche Hoheit.

## Leben
Prinzessin Ariane wurde um 21:56 Uhr Ortszeit im Krankenhaus HMC Bronovo in Den Haag geboren. Ministerpräsident Jan Peter Balkenende sprach kurz darauf vor der Nation und sagte, Mutter und Kind seien gesund und es gehe ihnen gut. Am nächsten Morgen erschien ihr Vater mit seiner neuen Tochter im Fernsehen. Der Name des Babys wurde am 13. April bekannt gegeben, als die Geburt in Den Haag registriert wurde.
Am 20. Oktober 2007 wurde Prinzessin Ariane von Pastor Deodaat van der Boon in der Kloosterkerk getauft. Über 850 Gäste waren eingeladen, darunter die Eltern von Prinzessin Máxima und Ministerpräsident Balkenende. Ihre Paten sind Valeria Delger, Inés Zorreguieta, der erbliche Großherzog Guillaume von Luxemburg, Tijo Baron Collot d’Escury und Antoine Frilling.
Sie besuchte das Christelijk Gymnasium Sorghvliet in Den Haag. Seit Herbst 2023 setzt sie ihre Schulausbildung am United World College Adriatic in Italien fort. Ariane der Niederlande hat zwei ältere Schwestern, Kronprinzessin Catharina-Amalia und Prinzessin Alexia.
Prinzessin Ariane spricht Niederländisch, Englisch und etwas Spanisch.

## Vorfahren
| Ahnentafel Prinzessin Ariane der Niederlande | Ahnentafel Prinzessin Ariane der Niederlande | Ahnentafel Prinzessin Ariane der Niederlande | Ahnentafel Prinzessin Ariane der Niederlande | Ahnentafel Prinzessin Ariane der Niederlande | Ahnentafel Prinzessin Ariane der Niederlande | Ahnentafel Prinzessin Ariane der Niederlande | Ahnentafel Prinzessin Ariane der Niederlande | Ahnentafel Prinzessin Ariane der Niederlande |
| -------------------------------------------- | --- | --- | --- | --- | --- | --- | --- | --- |
| Alt-Eltern                                   | Wilhelm von Amsberg (1856–1929) ⚭ 1889 Elise von Vieregge (1866–1951) | Georg von dem Bussche-Haddenhausen (1869–1923) ⚭ 1896 Gabrielle Marie von dem Bussche-Ippenburg (1877–1973)                                                                 | Prinz Bernhard zur Lippe-Biesterfeld (1872–1934) ⚭ 1909 Armgard von Sierstorpff-Cramm (1883–1971)                                                                           | Herzog Heinrich zu Mecklenburg (1876–1934) ⚭ 1901 Königin Wilhelmina (1880–1962)                                                                                            | Amadeo Zorreguieta Hernández (* 1856/1868) ⚭ Máxima Blanca Bonorino Halbach (1874–1965)                                                                                     | Oreste(s) Stefanini ⚭ Tullia Borella (* ca. 1876) | Santiago Anastasio Cerruti Ponce de León (1868/1872–1940) ⚭ María de las Mercedes (de) Sautu Martínez (1876/1877–1955)                                                      | Domingo Carricart Etchart (1885–1953) ⚭ Carmen Cieza Rodríguez |
| Urgroßeltern                                 | Klaus Felix von Amsberg (1890–1953) ⚭ 1924 Gosta von dem Bussche-Haddenhausen (1902–1996)                                                                                   | Klaus Felix von Amsberg (1890–1953) ⚭ 1924 Gosta von dem Bussche-Haddenhausen (1902–1996)                                                                                   | Prinz Bernhard zur Lippe-Biesterfeld (1911–2004) ⚭ 1937 Juliana (1909–2004), Königin der Niederlande 1948–1980                                                              | Prinz Bernhard zur Lippe-Biesterfeld (1911–2004) ⚭ 1937 Juliana (1909–2004), Königin der Niederlande 1948–1980                                                              | Juan Antonio Zorreguieta Bonorino (1899–1959) ⚭ Cesira Maria Stefanini Borella (1901–1999)                                                                                  | Juan Antonio Zorreguieta Bonorino (1899–1959) ⚭ Cesira Maria Stefanini Borella (1901–1999)                                                                                  | Jorge Horacio Cerruti de Sautu (1911–1992) ⚭ 1942 María del Carmen Carricart Cieza (1914/5–1999)                                                                            | Jorge Horacio Cerruti de Sautu (1911–1992) ⚭ 1942 María del Carmen Carricart Cieza (1914/5–1999)                                                                            |
| Großeltern                                   | Claus von Amsberg (1926–2002) ⚭ 1966 Beatrix (* 1938), Königin der Niederlande 1980–2013                                                                                    | Claus von Amsberg (1926–2002) ⚭ 1966 Beatrix (* 1938), Königin der Niederlande 1980–2013                                                                                    | Claus von Amsberg (1926–2002) ⚭ 1966 Beatrix (* 1938), Königin der Niederlande 1980–2013                                                                                    | Claus von Amsberg (1926–2002) ⚭ 1966 Beatrix (* 1938), Königin der Niederlande 1980–2013                                                                                    | Jorge Horacio Zorreguieta Stefanini (1928–2017) ⚭ 1970 María del Carmen Cerruti Carricart (* 1944)                                                                          | Jorge Horacio Zorreguieta Stefanini (1928–2017) ⚭ 1970 María del Carmen Cerruti Carricart (* 1944)                                                                          | Jorge Horacio Zorreguieta Stefanini (1928–2017) ⚭ 1970 María del Carmen Cerruti Carricart (* 1944)                                                                          | Jorge Horacio Zorreguieta Stefanini (1928–2017) ⚭ 1970 María del Carmen Cerruti Carricart (* 1944)                                                                          |
| Eltern                                       | Willem-Alexander (* 1967), König der Niederlande seit 2013 ⚭ 2002 Máxima geborene Zorreguieta Cerruti (* 1971), seit 2013 als Ehefrau des Königs „Königin Máxima“ tituliert | Willem-Alexander (* 1967), König der Niederlande seit 2013 ⚭ 2002 Máxima geborene Zorreguieta Cerruti (* 1971), seit 2013 als Ehefrau des Königs „Königin Máxima“ tituliert | Willem-Alexander (* 1967), König der Niederlande seit 2013 ⚭ 2002 Máxima geborene Zorreguieta Cerruti (* 1971), seit 2013 als Ehefrau des Königs „Königin Máxima“ tituliert | Willem-Alexander (* 1967), König der Niederlande seit 2013 ⚭ 2002 Máxima geborene Zorreguieta Cerruti (* 1971), seit 2013 als Ehefrau des Königs „Königin Máxima“ tituliert | Willem-Alexander (* 1967), König der Niederlande seit 2013 ⚭ 2002 Máxima geborene Zorreguieta Cerruti (* 1971), seit 2013 als Ehefrau des Königs „Königin Máxima“ tituliert | Willem-Alexander (* 1967), König der Niederlande seit 2013 ⚭ 2002 Máxima geborene Zorreguieta Cerruti (* 1971), seit 2013 als Ehefrau des Königs „Königin Máxima“ tituliert | Willem-Alexander (* 1967), König der Niederlande seit 2013 ⚭ 2002 Máxima geborene Zorreguieta Cerruti (* 1971), seit 2013 als Ehefrau des Königs „Königin Máxima“ tituliert | Willem-Alexander (* 1967), König der Niederlande seit 2013 ⚭ 2002 Máxima geborene Zorreguieta Cerruti (* 1971), seit 2013 als Ehefrau des Königs „Königin Máxima“ tituliert |
| Prinzessin Ariane der Niederlande (* 2007)   | | | | | | | | |